# صراخیه
صراخیه (سراخیه) نام یکی از روستای خوزستان است که در نزدیکی تالاب شادگان در بخش خنافره، دهستان ناصری، شادگان واقع شده. روستای صراخیه در شهرستان شادگان استان خوزستان واقع شده و بخشی از تالاب بین‌المللی شادگان به‌شمار می‌رود. این روستا از سه سمت با آب احاطه شده و تنها از یک مسیر جاده‌ای قابل دسترسی است. این روستا به‌عنوان یکی از روستاهای دارای جاذبه گردشگری خوزستان معرفی شده است.
روستای صراخیه با بافتی سنتی، یکی از روستاهای قابل مطالعه در استان خوزستان است. این روستا به لحاظ مردم‌شناسی از اهمیت زیادی برخورد بوده و می‌تواند بخشی از فرهنگ بومی منطقه را بازگو کند. اهالی روستا عرب بوده و به زبان عربی صحبت می‌کنند. رفت و آمد در این روستا و بین روستاهای اطراف با قایق است. اهالی روستاهای سراخیه و رگبه ساکنان اصلی این تالاب را تشکیل می‌دهند.

## ویژگی‌ها
در این روستا مهاجرت کمتر صورت می‌گیرد، اهالی صراخیه روستای خود و زندگی در کنار تالاب را به مهاجرت ترجیح می‌دهند. بسیاری از جوانان سراخیه با ماندن در روستا و ازدواج‌های بومی باعث افزایش جمعیت بومی آن نیز شده‌اند. معماری روستای صراخیه، با دستان بومی منطقه ساخته می‌شود و از این جهت اهمیت زیادی دارد. این معماری در امتداد معماری سنتی منطقه بوده و ساکنان روستا با استفاده از مصالحی همچون خشت و گل و نی که تالاب در اختیارشان قرار می‌دهد خانه‌های خود را می‌سازند. اهالی دو روستای رگبه و سراخیه در دو سوی تالاب شادگان زندگی می‌کنند.

## گردشگری و محیط زیست

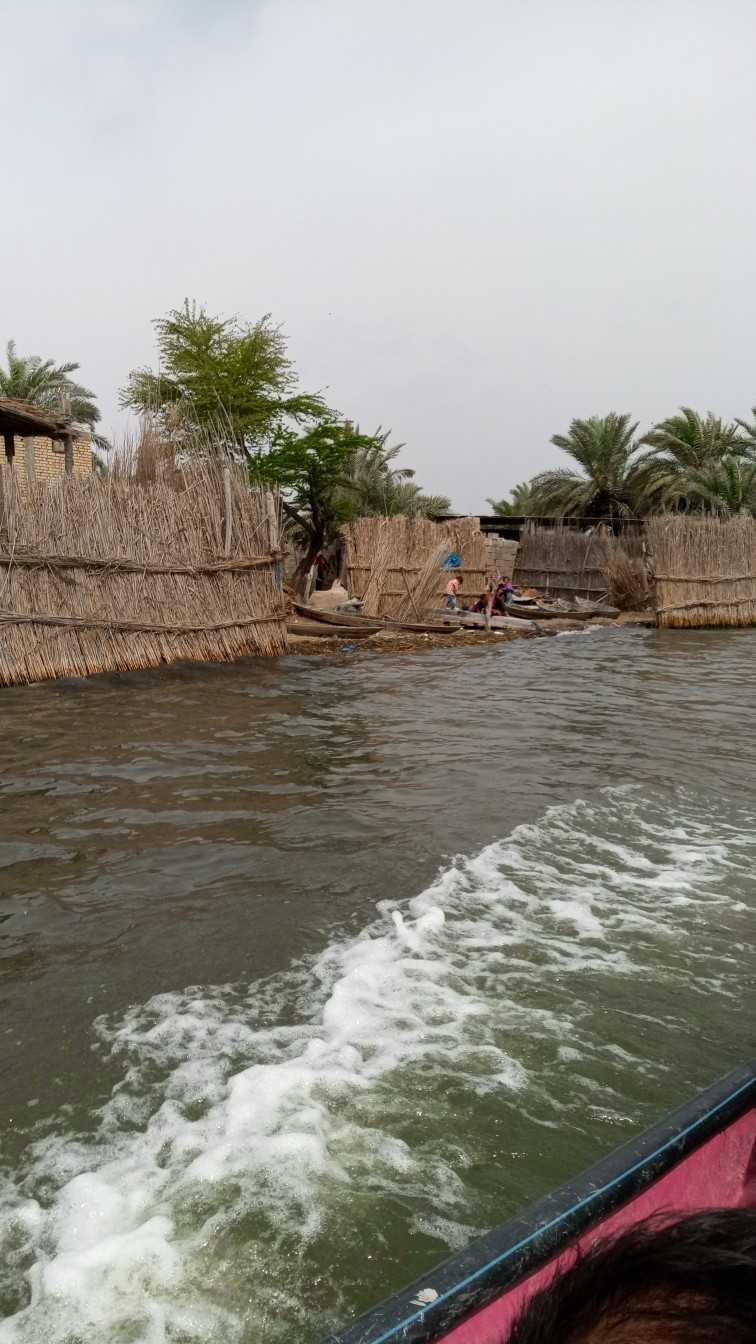
برای رفت و آمد در روستای صراخیه از قایق استفاده می‌شود

ارائه سرویس‌های گردشی به گردشگران از جمله مشاغل اهالی صراخیه است. آن‌ها گردشگران را با قایق‌های خود به داخل تالاب می‌برند و نقاط مختلف آن را نشان می‌دهند.
طرح توسعه گردشگری در صراخیه با هدف ایجاد درآمد جایگزین برای ساکنان، کاهش صید و شکار غیرمجاز و احیای زندگی سنتی بومیان اجرا می‌شود. محور اصلی آن قایق‌سواری در تالاب و بازدید از «جزیره گردشگری» است. طرحی با عنوان «شهر نی» طراحی شده که شامل اقامتگاه‌های بوم‌گردی، رستوران، حوضچه‌های پرورش ماهی، صنایع دستی، و زیرساخت‌های پذیرایی از گردشگر می‌شود.
از سال ۱۴۰۰ زیرساخت‌هایی مانند اسکله، سایه‌بان، سرویس بهداشتی، و فضای مسقف برای گردشگران فراهم شده است. با این حال، مشکل فاضلاب و بوی نامطبوع آن همچنان پابرجاست و ورود مستقیم فاضلاب به تالاب، یکی از تهدیدهای محیط‌زیستی منطقه است.
صید غیرمجاز پرندگان و ماهی‌ها با روش‌هایی چون استفاده از شوکر برقی و فروش در بازارهای محلی، از معضلات زیست‌محیطی منطقه است. طرح گردشگری با هدف کاهش این فعالیت‌ها و جذب صیادان به فعالیت‌های مجاز تعریف شده است.
برخی اهالی صراخیه نسبت به اثربخشی حضور گردشگران بر کاهش صید غیرمجاز تردید دارند. سازمان حفاظت محیط زیست تنها با اجرای طرح‌هایی با مصالح طبیعی و بدون سازه‌های دائمی موافقت کرده است. جزیره‌ای با کف سیمانی که در سال ۱۳۸۴ ساخته شده، تنها مورد استثناست که فعلاً به دلیل سختی تخریب باقی مانده است. ایده فعال‌سازی ۱۲ جزیره دیگر در تالاب شادگان مطرح شده ولی هنوز طرح مشخصی ارائه نشده است. هرگونه ساخت‌وساز در این مناطق مشروط به تأیید محیط زیست و رعایت اصول بوم‌گردی است.
صنایعی چون سفالگری، حصیربافی و مجسمه‌سازی از گاومیش و پرندگان تالاب برای فروش به گردشگران توسعه یافته‌اند. همچنین، حوضچه‌های پرورش ماهی برای ایجاد اشتغال پایدار و کنترل صید طراحی شده‌اند. مسائل زیربنایی مانند فاضلاب، کمبود منابع مالی برای لوله‌کشی، و مقاومت برخی روستاهای مجاور (نظیر حدبه) از چالش‌های پیش‌روی طرح هستند. پیش‌بینی می‌شود پروژه «شهر نی» در بازه ۵ تا ۱۰ ساله به وضعیت مطلوبی از نظر گردشگری و معیشت بومی برسد.
صراخیه در رسانه‌ها به‌طور غیررسمی «ونیز ایران» نام گرفته، اما زیرساخت‌های ضعیف و مشکلات زیست‌محیطی آن با شرایط سامان‌یافته ونیز قابل مقایسه نیست.